# Durandus von Mende
Durandus von Mende OP (* um 1230 in Puimisson; † 1. November 1296 in Rom), auch Wilhelm (Guillaume) Durandus der Ältere oder Wilhelm Durand genannt, war ein französischer Dominikaner, Kanonist und Liturgiker. Von 1286 bis zu seinem Tod war er Bischof von Mende.

## Leben
Durandus studierte in Lyon und Bologna. Nach Abschluss seiner Studien lehrte er zunächst Kanonisches Recht in Modena. Im Jahr 1251 wird er als Kanoniker der Kathedrale von Maguelone genannt. Nach 1265 kam er nach Rom, wo er unter Clemens IV. päpstlicher Kaplan und Auditor an der Römischen Rota wurde. Er war Teilnehmer am Zweiten Konzil von Lyon. Im Jahr 1279 wurde er Dekan in Chartres.
Im Jahr 1286 erfolgte seine Ernennung zum Bischof von Mende, doch betrat er die Stadt erst fünf Jahre später. Im Jahr 1295 berief ihn Papst Bonifatius  VIII. zurück nach Rom an die römischen Kurie, wo er ein Jahr später verstarb.

### Grabmal

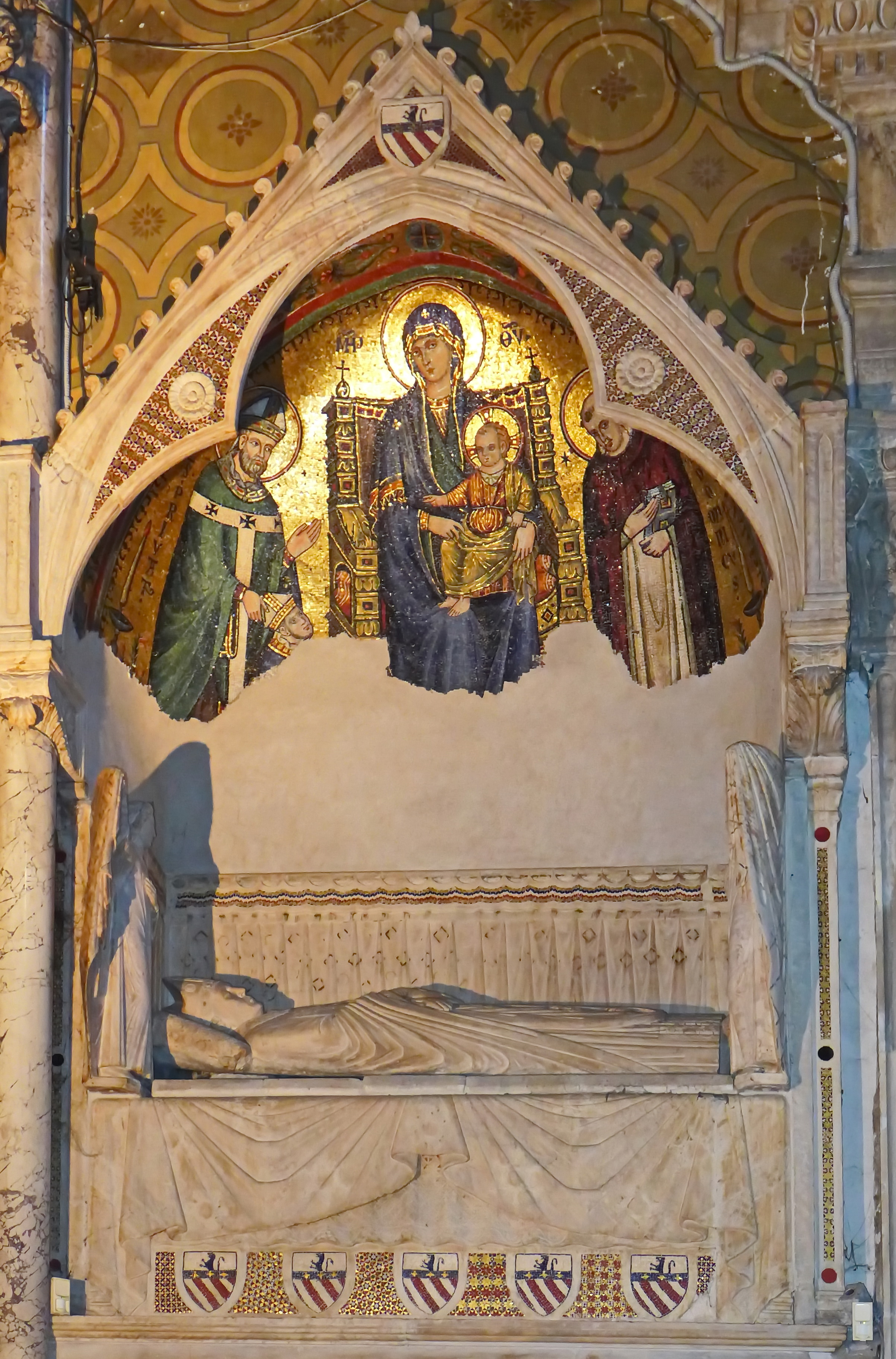
Grabmal von Wilhelm Durandus in der römischen Kirche Santa Maria sopra Minerva

Das Grabmal von Wilhelm Durandus ist im rechten Querschiff der römischen Kirche Santa Maria sopra Minerva. Das Wandgrabmal befindet sich links von der Cappella Carafa. Das Mosaik in der gotischen Nische stammt von Giovanni Cosmato (1296): In der Mitte ist Maria mit Kind dargestellt, fürbittend links der Heilige Privatus von Mende und rechts der Heilige Dominikus. Unter dem Durandusgrabmal befindet sich das Grabmal für Onofrio Camaiani († 1574).

## Werk
Das kanonistische Hauptwerk des Durandus war sein Speculum iudiciale, das in zwei Versionen aus den Jahren 1279 und 1291 überliefert ist. Es wurde grundlegend für das kirchliche Prozessrecht des Mittelalters. Das Werk brachte ihm den Beinamen Doctor Speculator ein.
Sein theologisches Hauptwerk ist das Rationale Divinorum Officiorum. Es ist in acht Bücher gegliedert. Als allegorische Messerklärung deutet das Rationale die Liturgie in allen Einzelheiten als eine symbolische Vergegenwärtigung der Heilsgeschichte. Das Werk hatte einen bis ins 19. Jahrhundert andauernden Einfluss auf das katholische Liturgieverständnis.

## Werke
- Rationale divinorum officiorum, lateinische Edition, Neapel 1859 (Digitalisat).
- Timothy M. Thibodeau (Übersetzung): The Rationale Divinorum Officiorum of William Durand of Mende. A New Translation of the Prologue and Book One. Columbia University Press, New York 2007, ISBN 978-0-231-14180-2.
- Wilhelm Durandus. Rationale divinorum officiorum, Übersetzung und Verzeichnisse von Herbert Douteil, mit einer Einführung herausgegeben und bearbeitet von Rudolf Suntrup (= Liturgiewissenschaftliche Quellen und Forschungen. Band 107). 3 Teilbände, Aschendorff, Münster 2016.
- Guilelmus Durantis. Manuale per comprendere il significato simbolico delle cattedrali e delle chiese, traduzione di Rosanna Campagnari, Arkeios, Roma 1999 (2. Auflage 2000).